# Фаусто дос Сантос
Фаусто дос Сантос (28. јануар 1905. у Кодо, Марањао - 29. март 1939. у Сантос Думону, Минас Жераис) био је фудбалски играч, који се сматра једним од најбољих дефанзивних везних играча ФК Васко да Гама из прве половине 20. века. Тада су њега и Жагуареа, још једног познатог играча из тог периода, покушали да позајме ФК Барселони. 
Популарно познат као "Фаусто, црно чудо", био је пионир за подршку закона о раду за фудбалере још од професионализације бразилског фудбала почетком 1930-их. 

## Каријера
Фаусто је рођен у граду Кодо у држави Минас Жераис у сиромашној породици. Кад је још био млад, његова мајка Роса, која је сама одгајала сина, преселила се у Рио де Жанеиро. 1926. године почео је играти фудбал у клубу Бангу. 28. марта дебитовао је као члан тима на утакмици са Вила Исабел, у којој је његов тим победио 2:1. 2. маја исте године играч је постигао први гол за клуб. Првобитно је играо на левој страни у нападу, а потом је пребачен у везни ред. Фаусто је провео три године у Бангу-у одигравши 53 утакмице и постигавши 6 голова. 1928. године, у једном од мечева, Фауста је приметио главни тренер клуба Васко да Гама, Хари Велфер, који је играча позвао у клуб. Поготово јер је Фаусто, везни играч, који је водио активни боемски живот, био велики пријатељ са Тиноком, играчем Васка, који га је такође позвао у тим. У Васку је Фаусто створио једну од најпознатијих средњих линија у историји тима, коју су чинили Фаусто, Тиноко и Молои, који су 1929. године водили клуб да освоји Државно првенство у Рио де Жанеиру.
1931. године Фаусту је дијагностификована туберкулоза, због чега је касније често пропуштао многе утакмице. Васко је 1931. године направио турнеју по Европи, у којој је победио 6 утакмица, направио један реми и доживео два пораза. Након турнеје, Фаусто и Жагуаре остали су у Европи, потписавши уговор са Барселоном, постајући први Бразилци у историји клуба. Дебитантска утакмица оба играча била је утакмица против Атлетика (5:1). 
Фаусто дос Сантос, прво је играо Светски куп 1930, а затим је отишао у ФК Барсцелона (сезона 1931-32) из Фламенга. Међутим, није играо званичне утакмице, већ само пријатељске, пошто прописи то нису дозвољавали страним фудбалерима. У Барселони је био познат и као "Црни паук" - изгледало је као да игра са четири ноге. Клуб, упркос напорима да то промени, није успео и играч је наставио са безбрижним и боемским животом.
Потом је прешао у швајцарски клуб Young Fellows, где је провео само два месеца, истовремено лечећи болест. 1934. Фаусто се вратио у клуб Васко да Гама, где је провео две сезоне. 1935. прешао је у уругвајски Насионал. У почетку је играч био лидер на терену, али када су Уругвајци сазнали да играч има туберкулозу, избачен је из тима. 1936. прешао је у Фламенго, где је 2. априла дебитовао у мечу са португалским Деспортос-ом (3:2). Прве године фудбалер је био чврст играч у базном тиму. Али 1937. године у клуб је стигао нови главни тренер, Исидор Куршнер, који је у новом тиму применио шему игре 3-2-2-3, која се заснивала на веома јакој физичкој форми играча. Као резултат тога, 1937. године, везни играч је имао само 3 утакмице за клуб. Међутим, 1938. године Фаусто је објавио отворено писмо у којем је похвалио шему игре, коју је измислио Куршнер. Вратио се у састав, где је већ играо у центру одбране. Али поново га је спречила туберкулоза: током једног меча осетио се да му није добро и почео кашљати крв. 15. децембра 1938. Фаусто је одиграо последњи меч у каријери.
Фаусто се 1939. године хтео вратити на терен, али лекари Фламенга су били против тога. Клуб га је послао у болницу Сан Себастиан у Рио де Жанеиру, а потом у санаторијум у граду Сантос Думон, у држави Минас Жераис. Последње дане свог живота провео је под старатељством сестре Катарине у соби број 301. Она га је научила хришћанству и помагала му је најбоље што је могла. Умро је у 34. години. Сахрањен је у близини у једноставном гробу са дрвеним крстом, без спомињања имена и датума.
Популарно познат као "Фаусто, црно чудо", био је пионир за подршку закона о раду за фудбалере још од професионализације бразилског фудбала почетком 1930-их. 

## Титуле и награде

### Клуб
- Campeonato Carioca (2):

Vasco de Gama: 1929, 1934
- Copa Catalunya (1):

Барселона: 1932